# Matthias Dehoust
Matthias Dehoust  (* 14. Dezember 1973 in Mannheim) ist ein ehemaliger deutscher Fußballspieler, der zu insgesamt 90 Einsätzen in der 2. Bundesliga kam.

## Karriere
Dehoust begann seine Karriere beim FC Germania 03 Friedrichsfeld. 1984 schloss er sich dem SV Waldhof Mannheim an. 1992 rückte er in die Profimannschaft, die damals in der Zweiten Bundesliga spielte. 1997 wechselte er dann zum VfB Leipzig. Ab 1999 spielte er dann beim VfR Mannheim in der Regionalliga Süd, 2001/02 beim SSV Jahn Regensburg. Während der Saison 2002/03 wechselte er zu Wormatia Worms in die Oberliga Südwest. 2004 später ging es zum SV Sandhausen, ehe er abermals zum VfR Mannheim wechselte. 2007/08 spielte er beim FC Alsbach, von 2008 bis 2011 stand er bei der SG Unter-Abtsteinach unter Vertrag.
Zur Winterpause der Kreisliga-Saison 2015/2016 übernahm Dehoust das Traineramt beim FC Germania Friedrichsfeld und führte seine Mannschaft am letzten Spieltag zum Klassenerhalt. Insgesamt blieb Dehoust bis Juli 2021 Cheftrainer in Friedrichsfeld und sicherte in jeder Spielzeit den Klassenerhalt. Seit der Saison 2022/2023 fungiert Dehoust als Cheftrainer beim SC 1910 Käfertal in der Mannheimer Kreisklasse A2 und schaffte auf Anhieb den Aufstieg in die Kreisliga Mannheim.
Der Defensivspieler Dehoust absolvierte in seiner Karriere 90 Spiele in der Zweiten Bundesliga (6 Tore) und 52 Spiele in der Regionalliga (1 Tor). Er galt am Anfang seiner Karriere als großes Talent und spielte einmal für die deutsche U-21 Fußballnationalmannschaft.